# Богданци (город)
Бо́гданци (макед. Богданци) — город в Северной Македонии, центр одноимённой общины Богданци.

## История
Население участвовало во всегреческом восстании 1821 г. против оттоманов и было представлено в комитете северных македонян и во временном Директорате Греции 1822 г. одним представителем.
В XIX веке это был в значительной мере болгарский или болгароязычный городок. В «Этнографии вилаетов Адрианополь, Монастырь и Салоники», изданной в 1878 году в Константинополе, упоминается о 2 145 болгарах и о 165 мусульманах, живших в городке в 1873 году. После Русско-турецкой войны 1877—1878 болгарская школа была закрыта греческом митрополитом в Струмице. По данным болгарского этнографа Васила Кынчова, в конце XIX века численность населения составляла 3560 человек — 2 540 болгар, 900 турок и 120 цыган. В начале XX века христианское население Богданци было весьма смешанным с точки зрения религиозной принадлежности. По данным секретаря Болгарского экзархата, в 1905 году в Богданци проживали 1400 болгар-екзархистов, 1480 болгар-патриархистов (грекоманов), 160 болгар-патриархистов (сербоманов), 144 болгарина-униата. Существовала болгарская, греческая и сербская школа.
Группа болгар-грекоманов, называемых идеологами греческой национальной пропаганды «болгароязычными греками», считались приверженцами греческой национальной идеи. В ходе борьбы за Македонию город и область стали ареной конфронтации греков и болгар. Из города родом известный македономах, то есть борец за воссоединение Македонии с Грецией, Георгиос Вогданциотис (Караискакис), а также болгарские революционеры Дельо Калачев и Петр Каркалашев.
Во время Балканской войны 78 человек из города стали добровольцами в Македоно-одринском ополчении Болгарской армии.
После окончания Балканских войн в 1913 года, когда граница между Сербией и Грецией прошла южнее города, несмотря на просьбы греческого населения к премьер-министру Греции Элефтериос Венизелос включить город в состав Греции, город остался на сербской стороне. После этого большинство греков предпочло переселиться в Грецию — в близлежащий Килкис и Салоники.

## Население
По переписи 2021 года, в городе проживало 5244 жителей.
| Национальность | Всего |
| македонцы      | 5 761 |
| албанцы        | 2     |
| турки          | 48    |
| цыгане         | 1     |
| влахи          | 4     |
| сербы          | 176   |
| другие         | 19    |

## Личности
- Петрушев, Кирил (1885—1980), югославский политик, член АСНОМ, министр внутренних дел НРМ
- Георгиос Вогданциотис (Караискакис) (? — 1910) македономах — борец за воссоединение Македонии с Грецией
- Сионидис, Михалис (1870—1935), греческий революционер[12][13]
- Богданцалията, Стоян, болгарский революционер